# Segunda Categoría de Manabí 2018
El Campeonato Provincial de Fútbol de Segunda Categoría de Manabí 2018 fue un torneo de fútbol en Ecuador en el cual compitieron equipos de la provincia de Manabí. El torneo fue organizado por la Asociación de Fútbol No Amateur de Manabí (AFNAM) y avalado por la Federación Ecuatoriana de Fútbol. El torneo empezó el 21 de abril y finalizó el 15 de julio. Participaron 24 clubes de fútbol y entregó 2 cupos al zonal de la Segunda Categoría 2018 por el ascenso a la Serie B.

## Sistema de campeonato
El sistema determinado por la Asociación de Fútbol No Amateur de Manabí consistió en 4 fases de la siguiente manera:
- Primera etapa: Los 24 clubes se dividieron en 6 grupos (4 clubes cada uno), jugaron todos contra todos, los clubes que terminaron primero y segundo en cada grupo clasificaron a la segunda etapa, en los seis grupos se jugó ida y vuelta.

- Segunda etapa: Con los clasificados de la etapa anterior (12 equipos) se emparejaron en 6 llaves para jugar play-offs ida y vuelta, donde clasificaron los ganadores de cada llave a la siguiente etapa.
  - 1.° grupo 1 vs. 2.° grupo 2
  - 1.° grupo 2 vs. 2.° grupo 1
  - 1.° grupo 3 vs. 2.° grupo 4
  - 1.° grupo 4 vs. 2.° grupo 3
  - 1.° grupo 5 vs. 2.° grupo 6
  - 1.° grupo 6 vs. 2.° grupo 5

- Tercera etapa: Con los clasificados de la etapa anterior (6 equipos) se emparejaron por sorteo, en 3 llaves para jugar play-offs ida y vuelta, donde clasificaron los ganadores de cada llave a la siguiente etapa.

- Cuarta etapa: Con los clasificados de la etapa anterior (3 equipos) se jugó un triangular todos contra todos ida y vuelta (6 fechas), en cada fecha un equipo tuvo descanso, donde los equipos que terminaron en primer y segundo lugar clasificaron a los zonales de Segunda Categoría 2018 como campeón y vicecampéon respectivamente.

## Equipos participantes
| Equipos participantes                            | Equipos participantes | Equipos participantes                |
| ------------------------------------------------ | --------------------- | ------------------------------------ |
|                                                  |                       |                                      |
| Equipo                                           | Ciudad                | Estadio                              |
| Club Atlético Portoviejo                         | Portoviejo            | Estadio Reales Tamarindos            |
| Club Social Cultural y Deportivo Palmeiras       | Tosagua               | Estadio Miguel Zambrano              |
| Club Social y Deportivo del Valle                | Junín                 | Estadio 30 de Septiembre             |
| Club Deportivo Ciudad de Pedernales              | Pedernales            | Estadio Maximino Puertas             |
| Club Social y Cultural y Deportivo Magaly Masson | El Carmen             | Estadio Isauro Cevallos Muñoz        |
| Club Social, Cultural y Deportivo Universitario  | El Carmen             | Estadio Isauro Cevallos Muñoz        |
| Club Universitario Cañita Sport                  | Portoviejo            | Estadio Universitario (UTM)          |
| Germud Fútbol Club                               | Pichincha             | Liga Deportiva Cantonal de Pichincha |
| Club Deportivo Grecia                            | Chone                 | Estadio Los Chonanas                 |
| Club Deportivo Politécnico de Manabí             | Calceta               | Estadio Complejo ESPAM               |
| Club Social y Deportivo 5 de Julio               | Portoviejo            | Estadio Reales Tamarindos            |
| Club Deportivo Los Canarios                      | Jipijapa              | Estadio Arturo Zavála Ramírez        |
| Club Atlético Manabí                             | Manta                 | Estadio Jocay                        |
| Club Cristo Rey                                  | Portoviejo            | Estadio Complejo Deportivo Picoazá   |
| Club Social y Deportivo Colón                    | Portoviejo            | Estadio JJ Cárdenas                  |
| Juventud Italiana                                | Manta                 | Estadio Jocay                        |
| Club Deportivo Atlético Nacional                 | Rocafuerte            | Estadio Los Azules                   |
| Club Deportivo La Paz                            | Manta                 | Estadio Jocay                        |
| Club Social y Deportivo Peñarol                  | Chone                 | Estadio Los Chonanas                 |
| Deportivo Calceta                                | Calceta               | Estadio Juan Manuel Álava            |
| Club Deportivo Mao Sport                         | Portoviejo            | Estadio Rancho Rojo                  |
| Galácticos Fútbol Club                           | Montecristi           | Estadio Metropolitano Eloy Alfaro    |
| Calceta Fútbol Club                              | Calceta               | Estadio Juan Manuel Álava            |
| Club Malecón                                     | Santa Ana             | Estadio Baltazar Guevara             |

## Equipos por cantón
| Cantón       | N.º | Equipos                                                                                      |
| ------------ | --- | -------------------------------------------------------------------------------------------- |
| Portoviejo   | 6   | - Deportivo Colón - Cristo Rey - 5 de Julio - Cañita Sport - Atlético Portoviejo - Mao Sport |
| Manta        | 3   | - Atlético Manabí - Juventud Italiana - La Paz                                               |
| Bolívar      | 3   | - Deportivo Calceta - Politécnico - Calceta F. C.                                            |
| Chone        | 2   | - Peñarol - Grecia                                                                           |
| El Carmen    | 2   | - Universitario - Magaly Masson                                                              |
| Junín        | 2   | - Palmeiras - Deportivo del Valle                                                            |
| Rocafuerte   | 1   | - Atlético Nacional                                                                          |
| Puerto López | 1   | - Los Canarios                                                                               |
| Pedernales   | 1   | - Ciudad de Pedernales                                                                       |
| Montecristi  | 1   | - Galácticos F. C.                                                                           |
| Pichincha    | 1   | - Germud F. C.                                                                               |
| Santa Ana    | 1   | - Malecón                                                                                    |

## Primera etapa

### Grupo 1

#### Clasificación
| Pos. | Equipo               | Pts. | PJ | G | E | P | GF | GC | Dif. | Clasificación |
| ---- | -------------------- | ---- | -- | - | - | - | -- | -- | ---- | ------------- |
| 1    | Grecia               | 14   | 6  | 4 | 2 | 0 | 20 | 3  | +17  | Segunda etapa |
| 2    | Ciudad de Pedernales | 10   | 6  | 3 | 1 | 2 | 12 | 3  | +9   | Segunda etapa |
| 3    | Universitario        | 5    | 6  | 1 | 2 | 3 | 6  | 11 | −5   |               |
| 4    | Magaly Masson        | 4    | 6  | 1 | 1 | 4 | 3  | 24 | −21  |               |

 Fuente: Aso Fútbol Manabí
Criterios de clasificación: 1) Puntos; 2) Diferencia de goles; 3) Goles marcados

#### Evolución de la clasificación
| Equipo / Jornada     | 01 | 02 | 03 | 04 | 05 | 06 |
| -------------------- | -- | -- | -- | -- | -- | -- |
| Grecia               | 1  | 1  | 1  | 1  | 1  | 1  |
| Ciudad de Pedernales | 2  | 2  | 2  | 2  | 2  | 2  |
| Universitario        | 3  | 3  | 3  | 4  | 3  | 3  |
| Magaly Masson        | 4  | 4  | 4  | 3  | 4  | 4  |

#### Resultados
| Magaly Masson        | 0 - 4 | Grecia        | Isauro Cevallos  | 21 de abril | 16:00 |
| Ciudad de Pedernales | 1 - 0 | Universitario | Maximino Puertas | 22 de abril | 16:00 |

| Grecia        | 1 - 0 | Ciudad de Pedernales | Homero Andrade  | 28 de abril | 16:00 |
| Universitario | 1 - 1 | Magaly Masson        | Isauro Cevallos | 29 de abril | 16:00 |

| Ciudad de Pedernales | 3 - 0 | Magaly Masson | Maximino Puertas | 5 de mayo | 16:00 |
| Universitario        | 1 - 1 | Grecia        | Isauro Cevallos  | 6 de mayo | 16:00 |

| Grecia        | 1 - 0 | Universitario        | Homero Andrade  | 12 de mayo | 16:00 |
| Magaly Masson | 1 - 0 | Ciudad de Pedernales | Isauro Cevallos | 13 de mayo | 16:00 |

| Magaly Masson        | 0 - 4 | Universitario | Isauro Cevallos  | 20 de mayo | 16:00 |
| Ciudad de Pedernales | 1 - 1 | Grecia        | Maximino Puertas | 20 de mayo | 16:00 |

| Grecia        | 12 - 1 | Magaly Masson        | Homero Andrade  | 26 de mayo | 16:00 |
| Universitario | 0 - 7  | Ciudad de Pedernales | Isauro Cevallos | 26 de mayo | 16:00 |

### Grupo 2

#### Clasificación
| Pos. | Equipo            | Pts. | PJ | G | E | P | GF | GC | Dif. | Clasificación |
| ---- | ----------------- | ---- | -- | - | - | - | -- | -- | ---- | ------------- |
| 1    | Peñarol           | 16   | 6  | 5 | 1 | 0 | 8  | 3  | +5   | Segunda etapa |
| 2    | Politécnico       | 12   | 6  | 4 | 0 | 2 | 13 | 7  | +6   | Segunda etapa |
| 3    | Deportivo Calceta | 4    | 6  | 1 | 1 | 4 | 6  | 12 | −6   |               |
| 4    | Germud F. C.      | 3    | 6  | 1 | 0 | 5 | 6  | 11 | −5   |               |

 Fuente: Aso Fútbol Manabí
Criterios de clasificación: 1) Puntos; 2) Diferencia de goles; 3) Goles marcados

#### Evolución de la clasificación
| Equipo / Jornada  | 01 | 02 | 03 | 04 | 05 | 06 |
| ----------------- | -- | -- | -- | -- | -- | -- |
| Peñarol           | 2  | 1  | 1  | 1  | 1  | 1  |
| Politécnico       | 3  | 2  | 2  | 2  | 2  | 2  |
| Deportivo Calceta | 1  | 3  | 3  | 3  | 3  | 3  |
| Germud F. C.      | 4  | 4  | 4  | 4  | 4  | 4  |

#### Resultados
| Deportivo Calceta | 3 - 0 | Germud FC   | Juan Manuel Álava | 21 de abril | 16:00 |
| Peñarol           | 1 - 0 | Politécnico | Homero Andrade    | 21 de abril | 16:00 |

| Germud FC   | 0 - 1 | Peñarol           | LDC de Pichincha | 28 de abril | 16:00 |
| Politécnico | 5 - 1 | Deportivo Calceta | ESPAM            | 28 de abril | 16:00 |

| Politécnico | 3 - 1 | Germud FC         | ESPAM          | 5 de mayo | 16:00 |
| Peñarol     | 1 - 1 | Deportivo Calceta | Homero Andrade | 5 de mayo | 16:00 |

| Germud FC         | 1 - 2 | Politécnico | LDC de Pichincha  | 12 de mayo | 16:00 |
| Deportivo Calceta | 0 - 1 | Peñarol     | Juan Manuel Álava | 12 de mayo | 16:00 |

| Peñarol           | 2 - 1 | Germud FC   | Homero Andrade    | 19 de mayo | 16:00 |
| Deportivo Calceta | 1 - 2 | Politécnico | Juan Manuel Álava | 19 de mayo | 16:00 |

| Politécnico | 1 - 2 | Peñarol           | ESPAM            | 26 de mayo | 16:00 |
| Germud FC   | 0 - 3 | Deportivo Calceta | LDC de Pichincha | 27 de mayo | 12:15 |

### Grupo 3

#### Clasificación
| Pos. | Equipo            | Pts. | PJ | G | E | P | GF | GC | Dif. | Clasificación |
| ---- | ----------------- | ---- | -- | - | - | - | -- | -- | ---- | ------------- |
| 1    | Galácticos F. C.  | 18   | 6  | 6 | 0 | 0 | 49 | 3  | +46  | Segunda etapa |
| 2    | Mao Sport         | 9    | 6  | 3 | 0 | 3 | 18 | 15 | +3   | Segunda etapa |
| 3    | Juventud Italiana | 9    | 6  | 3 | 0 | 3 | 18 | 22 | −4   |               |
| 4    | Atlético Manabí   | 0    | 6  | 0 | 0 | 6 | 3  | 48 | −45  |               |

 Fuente: Aso Fútbol Manabí
Criterios de clasificación: 1) Puntos; 2) Diferencia de goles; 3) Goles marcados

#### Evolución de la clasificación
| Equipo / Jornada  | 01 | 02 | 03 | 04 | 05 | 06 |
| ----------------- | -- | -- | -- | -- | -- | -- |
| Galácticos F. C.  | 1  | 1  | 1  | 1  | 1  | 1  |
| Mao Sport         | 4  | 4  | 4  | 3  | 2  | 2  |
| Juventud Italiana | 2  | 3  | 2  | 2  | 3  | 3  |
| Atlético Manabí   | 3  | 2  | 3  | 4  | 4  | 4  |

#### Resultados
| Galácticos FC   | 6 - 1 | Mao Sport         | Metropolitano | 21 de abril | 11:00 |
| Atlético Manabí | 2 - 3 | Juventud Italiana | LDC de Manta  | 21 de abril | 11:00 |

| Mao Sport         | 9 - 1 | Atlético Manabí | Universidad Laica | 28 de abril | 11:00 |
| Juventud Italiana | 0 - 9 | Galácticos FC   | LDC de Manta      | 28 de abril | 16:00 |

| Mao Sport     | 0 - 2 | Juventud Italiana | Universidad Laica  | 5 de mayo | 11:00 |
| Galácticos FC | 9 - 0 | Atlético Manabí   | Complejo Galáctico | 5 de mayo | 11:30 |

| Atlético Manabí   | 0 - 14 | Galácticos FC | Colegio 5 de Julio | 12 de mayo | 09:00 |
| Juventud Italiana | 1 - 4  | Mao Sport     | Universidad Laica  | 12 de mayo | 11:00 |

| Atlético Manabí | 1 - 4 | Mao Sport         | Colegio 5 de Junio | 19 de mayo | 09:00 |
| Galácticos FC   | 7 - 2 | Juventud Italiana | Complejo Galáctico | 19 de mayo | 10:00 |

| Juventud Italiana | 10 - 0 | Atlético Manabí | LDC de Manta      | 25 de mayo | 09:00 |
| Mao Sport         | 0 - 4  | Galácticos FC   | Universidad Laica | 26 de mayo | 11:00 |

### Grupo 4

#### Clasificación
| Pos. | Equipo            | Pts. | PJ | G | E | P | GF | GC | Dif. | Clasificación |
| ---- | ----------------- | ---- | -- | - | - | - | -- | -- | ---- | ------------- |
| 1    | Malecón           | 13   | 6  | 4 | 1 | 1 | 12 | 7  | +5   | Segunda etapa |
| 2    | Palmeiras         | 12   | 6  | 4 | 0 | 2 | 13 | 9  | +4   | Segunda etapa |
| 3    | Calceta F. C.     | 10   | 6  | 3 | 1 | 2 | 12 | 9  | +3   |               |
| 4    | Atlético Nacional | 0    | 6  | 0 | 0 | 6 | 3  | 15 | −12  |               |

 Fuente: Aso Fútbol Manabí
Criterios de clasificación: 1) Puntos; 2) Diferencia de goles; 3) Goles marcados

#### Evolución de la clasificación
| Equipo / Jornada  | 01 | 02 | 03 | 04 | 05 | 06 |
| ----------------- | -- | -- | -- | -- | -- | -- |
| Malecón           | 2  | 1  | 1  | 1  | 1  | 1  |
| Calceta F. C.     | 1  | 3  | 2  | 2  | 2  | 2  |
| Palmeiras         | 4  | 2  | 3  | 3  | 3  | 3  |
| Atlético Nacional | 3  | 4  | 4  | 4  | 4  | 4  |

#### Resultados
| Atlético Nacional | 0 - 1 | Calceta FC | Municipal de Rocafuerte | 22 de abril | 15:30 |
| Palmeiras         | 0 - 1 | Malecón    | Luis Arnulfo Cevallos   | 22 de abril | 16:00 |

| Malecón   | 4 - 1 | Calceta FC        | Baltazar Guevara      | 28 de abril | 16:00 |
| Palmeiras | 2 - 1 | Atlético Nacional | Luis Arnulfo Cevallos | 28 de abril | 16:00 |

| Calceta FC        | 4 - 2 | Palmeiras | Juan Manuel Álava       | 5 de mayo | 15:00 |
| Atlético Nacional | 1 - 3 | Malecón   | Municipal de Rocafuerte | 6 de mayo | 16:00 |

| Palmeiras | 2 - 1 | Calceta FC        | Luis Arnulfo Cevallos | 12 de mayo | 16:00 |
| Malecón   | 1 - 0 | Atlético Nacional | Baltazar Guevara      | 12 de mayo | 16:00 |

| Calceta FC        | 1 - 1 | Malecón   | Miguel Zambrano         | 20 de mayo | 16:00 |
| Atlético Nacional | 1 - 4 | Palmeiras | Municipal de Rocafuerte | 20 de mayo | 16:00 |

| Malecón    | 1 - 3 | Palmeiras         | Baltazar Guevara | 26 de mayo | 16:00 |
| Calceta FC | 4 - 0 | Atlético Nacional | Miguel Zambrano  | 26 de mayo | 16:00 |

### Grupo 5

#### Clasificación
| Pos. | Equipo              | Pts. | PJ | G | E | P | GF | GC | Dif. | Clasificación |
| ---- | ------------------- | ---- | -- | - | - | - | -- | -- | ---- | ------------- |
| 1    | Atlético Portoviejo | 18   | 6  | 6 | 0 | 0 | 36 | 3  | +33  | Segunda etapa |
| 2    | Deportivo del Valle | 7    | 6  | 2 | 1 | 3 | 7  | 22 | −15  | Segunda etapa |
| 3    | Cristo Rey          | 6    | 6  | 2 | 0 | 4 | 11 | 15 | −4   |               |
| 4    | Cañita Sport        | 4    | 6  | 1 | 1 | 4 | 9  | 23 | −14  |               |

 Fuente: Aso Fútbol Manabí
Criterios de clasificación: 1) Puntos; 2) Diferencia de goles; 3) Goles marcados

#### Evolución de la clasificación
| Equipo / Jornada    | 01 | 02 | 03 | 04 | 05 | 06 |
| ------------------- | -- | -- | -- | -- | -- | -- |
| Atlético Portoviejo | 1  | 1  | 1  | 1  | 1  | 1  |
| Deportivo del Valle | 2  | 3  | 4  | 4  | 3  | 2  |
| Cristo Rey          | 4  | 2  | 3  | 2  | 2  | 3  |
| Cañita Sport        | 3  | 4  | 2  | 3  | 4  | 4  |

#### Resultados
| Cañita Sport | 1 - 2 | Deportivo del Valle | Complejo UTM      | 22 de abril | 12:00 |
| Cristo Rey   | 0 - 2 | Atlético Portoviejo | Reales Tamarindos | 22 de abril | 12:15 |

| Atlético Portoviejo | 5 - 2 | Cañita Sport | 30 de Septiembre   | 28 de abril | 11:30 |
| Deportivo del Valle | 1 - 3 | Cristo Rey   | Ingenieros Civiles | 29 de abril | 12:00 |

| Atlético Portoviejo | 6 - 0 | Deportivo del Valle | 30 de Septiembre | 5 de mayo | 12:00 |
| Cristo Rey          | 1 - 2 | Cañita Sport        | Los Azules       | 6 de mayo | 12:15 |

| Deportivo del Valle | 0 - 9 | Atlético Portoviejo | Ingenieros Civiles | 12 de mayo | 15:00 |
| Cañita Sport        | 3 - 4 | Cristo Rey          | UTM                | 13 de mayo | 12:00 |

| Cristo Rey   | 2 - 3  | Deportivo del Valle | Ingenieros Civiles | 20 de mayo | 12:00 |
| Cañita Sport | 0 - 10 | Atlético Portoviejo | UTM                | 20 de mayo | 12:00 |

| Atlético Portoviejo | 4 - 1 | Cristo Rey   | Reales Tamarindos  | 25 de mayo | 12:00 |
| Deportivo del Valle | 1 - 1 | Cañita Sport | Ingenieros Civiles | 27 de mayo | 11:00 |

### Grupo 6

#### Clasificación
| Pos. | Equipo          | Pts. | PJ | G | E | P | GF | GC | Dif. | Clasificación |
| ---- | --------------- | ---- | -- | - | - | - | -- | -- | ---- | ------------- |
| 1    | La Paz          | 18   | 6  | 6 | 0 | 0 | 40 | 4  | +36  | Segunda etapa |
| 2    | Deportivo Colón | 9    | 6  | 3 | 0 | 3 | 11 | 14 | −3   | Segunda etapa |
| 3    | 5 de Julio      | 6    | 6  | 2 | 0 | 4 | 14 | 24 | −10  |               |
| 4    | Los Canarios    | 3    | 6  | 1 | 0 | 5 | 5  | 28 | −23  |               |

 Fuente: Aso Fútbol Manabí
Criterios de clasificación: 1) Puntos; 2) Diferencia de goles; 3) Goles marcados

#### Evolución de la clasificación
| Equipo / Jornada | 01 | 02 | 03 | 04 | 05 | 06 |
| ---------------- | -- | -- | -- | -- | -- | -- |
| La Paz           | 1  | 1  | 1  | 1  | 1  | 1  |
| Deportivo Colón  | 2  | 3  | 2  | 2  | 2  | 2  |
| 5 de Julio       | 3  | 2  | 3  | 3  | 3  | 3  |
| Los Canarios     | 4  | 4  | 4  | 4  | 4  | 4  |

#### Resultados
| 5 de Julio | 2 - 5  | Deportivo Colón | Ingenieros Civiles | 21 de abril | 13:15 |
| La Paz     | 11 - 1 | Los Canarios    | Jocay              | 22 de abril | 12:00 |

| Los Canarios    | 0 - 3 | 5 de Julio | Arturo Zavála    | 28 de abril | 16:00 |
| Deportivo Colón | 0 - 4 | La Paz     | 30 de Septiembre | 29 de abril | 14:15 |

| 5 de Julio      | 0 - 5 | La Paz       | Ingenieros Civiles | 5 de mayo | 13:15 |
| Deportivo Colón | 3 - 0 | Los Canarios | 30 de Septiembre   | 6 de mayo | 15:30 |

| La Paz       | 10 - 3 | 5 de Julio      | La Esquina de Ales | 11 de mayo | 09:00 |
| Los Canarios | 2 - 1  | Deportivo Colón | Virgilio Muñóz     | 12 de mayo | 16:00 |

| 5 de Julio | 5 - 2 | Los Canarios    | Ingenieros Civiles | 19 de mayo | 13:15 |
| La Paz     | 5 - 0 | Deportivo Colón | Los Geranios       | 20 de mayo | 13:00 |

| Los Canarios    | 0 - 5 | La Paz     | Virgilio Muñóz   | 27 de mayo | 14:00 |
| Deportivo Colón | 2 - 1 | 5 de Julio | 30 de Septiembre | 27 de mayo | 15:00 |

## Segunda etapa
Esta etapa la jugaron los dos mejores equipos de cada grupo de la etapa anterior, es decir 12 clubes en total, que conforme como la AFNAM determinó el orden de los enfrentamientos de la siguiente manera:

### Partidos
| Fecha               | Lugar      | Local                |  | Resultado |  | Visitante            |
| ------------------- | ---------- | -------------------- |  | --------- |  | -------------------- |
| 2 de junio de 2018  | Calceta    | Politécnico          |  | 0 – 1     |  | Grecia               |
| 9 de junio de 2018  | Chone      | Grecia               |  | 1 – 2     |  | Politécnico          |
| 2 de junio de 2018  | Chone      | Peñarol              |  | 1 – 0     |  | Ciudad de Pedernales |
| 10 de junio de 2018 | Pedernales | Ciudad de Pedernales |  | 0 – 0     |  | Peñarol              |
| 3 de junio de 2018  | Jama       | Palmeiras            |  | 2 – 2     |  | Galácticos F. C.     |
| 9 de junio de 2018  | Jipijapa   | Galácticos F. C.     |  | 3 – 0     |  | Palmeiras            |
| 2 de junio de 2018  | Santa Ana  | Malecón              |  | 3 – 0     |  | Mao Sport            |
| 9 de junio de 2018  | Manta      | Mao Sport            |  | 1 – 5     |  | Malecón              |
| 3 de junio de 2018  | Portoviejo | Deportivo Colón      |  | 0 – 5     |  | Atlético Portoviejo  |
| 10 de junio de 2018 | Portoviejo | Atlético Portoviejo  |  | 11 – 0    |  | Deportivo Colón      |
| 2 de junio de 2018  | Portoviejo | Cristo Rey           |  | 1 – 10    |  | La Paz               |
| 10 de junio de 2018 | Manta      | La Paz               |  | 13 – 0    |  | Cristo Rey           |

## Tercera etapa
Esta etapa la jugaron los seis mejores equipos de cada llave de la etapa anterior, que conforme a un sorteo hecho por parte de la AFNAM determinó el orden de los enfrentamientos de la siguiente manera, avanzaron los ganadores de las tres llaves.

### Partidos
| Fecha               | Lugar      | Local               |  | Resultado |  | Visitante           |
| ------------------- | ---------- | ------------------- |  | --------- |  | ------------------- |
| 16 de junio de 2018 | Calceta    | Politécnico         |  | 0 – 0     |  | La Paz              |
| 23 de junio de 2018 | Manta      | La Paz              |  | 2 – 0     |  | Politécnico         |
| 16 de junio de 2018 | Jipijapa   | Galácticos F. C.    |  | 2 – 2     |  | Malecón             |
| 23 de junio de 2018 | Santa Ana  | Malecón             |  | 0 – 0     |  | Galácticos F. C.    |
| 16 de junio de 2018 | Chone      | Peñarol             |  | 0 – 0     |  | Atlético Portoviejo |
| 24 de junio de 2018 | Portoviejo | Atlético Portoviejo |  | 4 – 0     |  | Peñarol             |

## Cuarta etapa
Esta etapa la jugaron los tres mejores equipos de cada llave de la etapa anterior, que jugaron todos contra todos.

### Clasificación
| Pos. | Equipo              | Pts. | PJ | G | E | P | GF | GC | Dif. |  |
| ---- | ------------------- | ---- | -- | - | - | - | -- | -- | ---- |  |
| 1    | Atlético Portoviejo | 10   | 4  | 3 | 1 | 0 | 6  | 3  | +3   |  |
| 2    | La Paz              | 4    | 4  | 1 | 1 | 2 | 5  | 3  | +2   |  |
| 3    | Malecón             | 3    | 4  | 1 | 0 | 3 | 3  | 8  | −5   |  |

 Fuente: Aso Fútbol Manabí
Criterios de clasificación: 1) Puntos; 2) Diferencia de goles; 3) Goles marcados
|  | Campeón y clasificado a los zonales de Segunda Categoría 2018.     |
|  | Vicecampeón y clasificado a los zonales de Segunda Categoría 2018. |

### Evolución de la clasificación
| Equipo / Jornada    | 01 | 02 | 03 | 04 | 05 | 06 |
| ------------------- | -- | -- | -- | -- | -- | -- |
| Atlético Portoviejo | 1  | 1  | 1  | 1  | 1  | 1  |
| La Paz              | 3  | 3  | 3  | 3  | 2  | 2  |
| Malecón             | 2  | 2  | 2  | 2  | 3  | 3  |

### Resultados
| La Paz | 0 - 1   | Atlético Portoviejo | Jocay   | 1 de julio | 16:00   |
| Libre: | Malecón | Malecón             | Malecón | Malecón    | Malecón |

| Malecón | 1 - 0               | La Paz              | Baltazar Guevara    | 4 de julio          | 16:00               |
| Libre:  | Atlético Portoviejo | Atlético Portoviejo | Atlético Portoviejo | Atlético Portoviejo | Atlético Portoviejo |

| Malecón | 2 - 3  | Atlético Portoviejo | Baltazar Guevara | 7 de julio | 16:00  |
| Libre:  | La Paz | La Paz              | La Paz           | La Paz     | La Paz |

| Atlético Portoviejo | 1 - 1   | La Paz  | Complejo UTM | 11 de julio | 16:00   |
| Libre:              | Malecón | Malecón | Malecón      | Malecón     | Malecón |

| La Paz | 4 - 0                   | Malecón                 | Jocay                   | 13 de julio             | 16:00                   |
| Libre: | Atlético Portoviejo (C) | Atlético Portoviejo (C) | Atlético Portoviejo (C) | Atlético Portoviejo (C) | Atlético Portoviejo (C) |

| Atlético Portoviejo | 1 - 0  | Malecón | Reales Tamarindos | 15 de julio | 16:00  |
| Libre:              | La Paz | La Paz  | La Paz            | La Paz      | La Paz |

### Campeón
| |
| Club Atlético Portoviejo 2.° título Clasifica a los zonales de la Segunda Categoría 2018. - También clasifica Club Deportivo La Paz como vicecampeón. |